# Helmut Wiesenegg
Helmut Wiesenegg (* 30. November 1947 in Breitenwang, Tirol; † 28. Jänner 2014 in Innsbruck, Tirol) war ein österreichischer Politiker (SPÖ).

## Leben
Nach dem Besuch der Volks- und Hauptschule erlernte Helmut Wiesenegg den Beruf des Elektroinstallateurs. Nachdem er den Präsenzdienst abgeleistet hatte, ließ er sich bei der Telekom Austria und den Österreichischen Bundesbahnen (ÖBB) zum Nachrichtentechniker ausbilden.
Als Jugendlicher war er Mitglied der Sozialistischen Jugend Österreichs (SJÖ). Darum kandidierte er 1998 mit Erfolg für das Amt des Bürgermeisters von Reutte. Er bekleidete dieses Amt zwölf Jahre lang, bis 2010.
Im Oktober 2003 wurde Wiesenegg Mitglied des Bundesrats in Wien, der zweiten österreichischen Parlamentskammer. Ihr gehörte er bis Juni 2008 an. In der ersten Jahreshälfte 2008 fungierte er zudem als Schriftführer des Bundesrats.
Helmut Wiesenegg war verheiratet und Vater eines Sohnes.